# Audincourt
Audincourt (frainc-comtou Adïncoüe) je naselje in občina v francoskem departmaju Doubs regije Franche-Comté. Leta 2007 je naselje imelo 14.595 prebivalcev.

## Geografija
Kraj leži v pokrajini Franche-Comté ob reki Doubs, 7 km jugovzhodno od središča Montbéliarda.

## Uprava
Audincourt je sedež istoimenskega kantona, v katerega so poleg njegove vključene še občine Arbouans, Courcelles-lès-Montbéliard, Dasle in Taillecourt z 19.113 prebivalci.
Kanton Audincourt je sestavni del okrožja Montbéliard.